# فلة (حمص)
فلة قرية في في محافظة حمص. تقع غرب مدينة حمص.